# Контрфорс

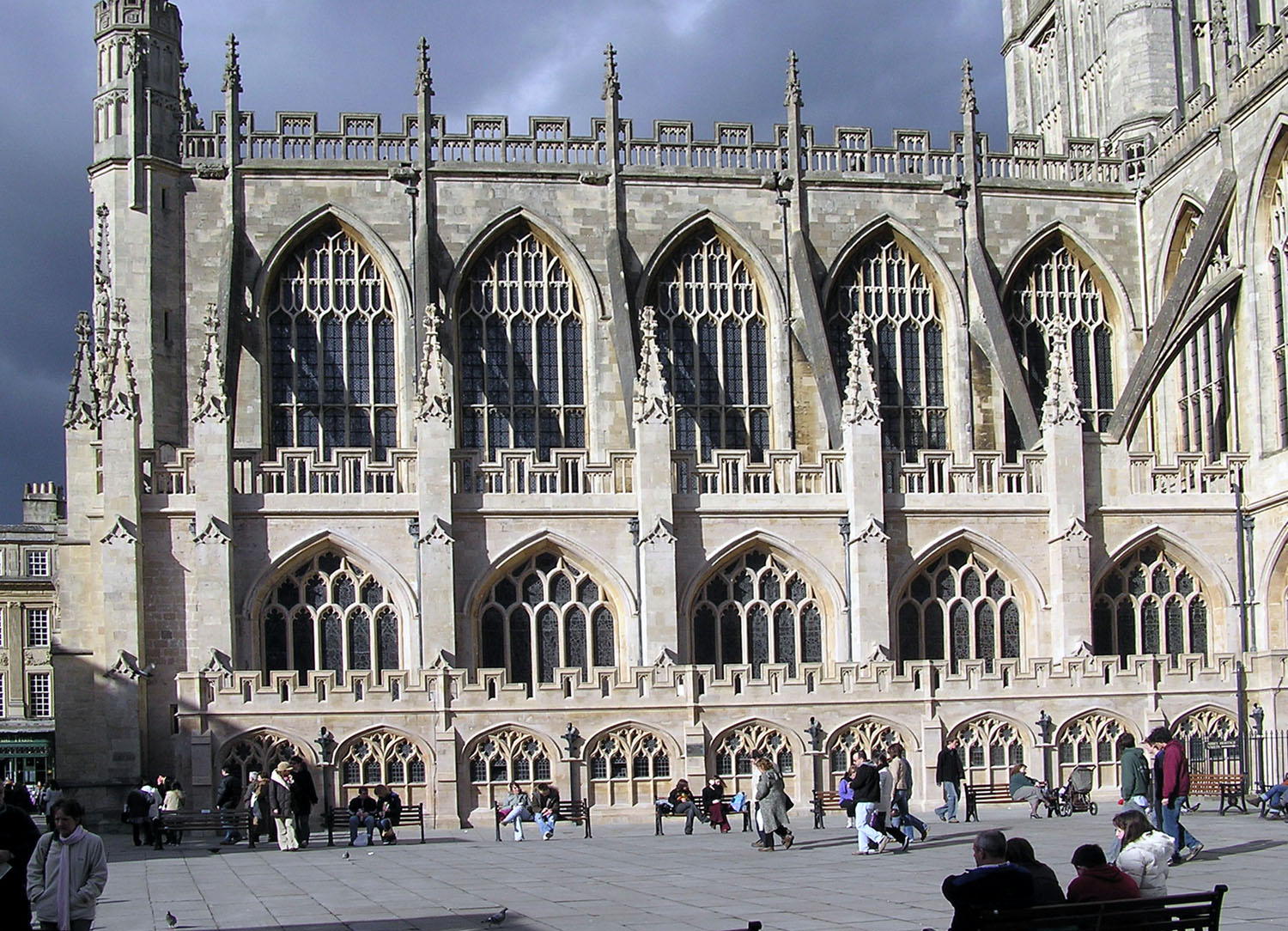
Аббатство в Бате, Англия. XVI в. Пять контрфорсов, связанных с верхней стеной аркбутанами, правый контрфорс — угловой

Контрфо́рс (фр. contre force — противодействующая сила) — в архитектуре — «дополнительная опора, принимающая на себя тяжесть перекрытия; вертикальный устой внутри или снаружи здания». В истории архитектуры известно множество разновидностей таких устоев: в форме прямоугольного сечения выступа стены, пилона, лопатки, или лизены (нем. Lisene — полоска), крещатых столбов внутри, а также утолщений угловых опор: слегка наклонных, ступенчатых (расширяющихся книзу), примыкающих к наружным стенам. Разновидностью таких конструкций является скарп (итал. scarpa — ботинок, башмак) — утолщение, креповка (ступенчатое расширение) нижней части опоры, крепидома.
В архитектуре романского периода контрфорсы возводили вокруг всего сооружения, в виде устоев, примыкающих к внешним стенам на некотором расстоянии друг от друга, против тех мест, в которых упираются в стену подпружные арки сводов внутри. Особое развитие система контрфорсов получила в готической архитектуре XII—XV веков из-за необходимости ослабления бокового распора стен, возникающего при попытках возведения больших зданий с тяжёлыми каменными сводами. Давление на внутренние опоры и несущие стены посредством аркбутанов перераспределялось на наружные опоры, отстоящие от стен. Большие готические соборы обрастали целым «лесом» ступенчатых опор с многоярусными полуарками — аркбутанами и увенчанных башенками — пинаклями, которые не просто украшали систему наружных опор, а своим весом укрепляли её. С этой целью пинакли иногда утяжеляли, наполняя свинцом.

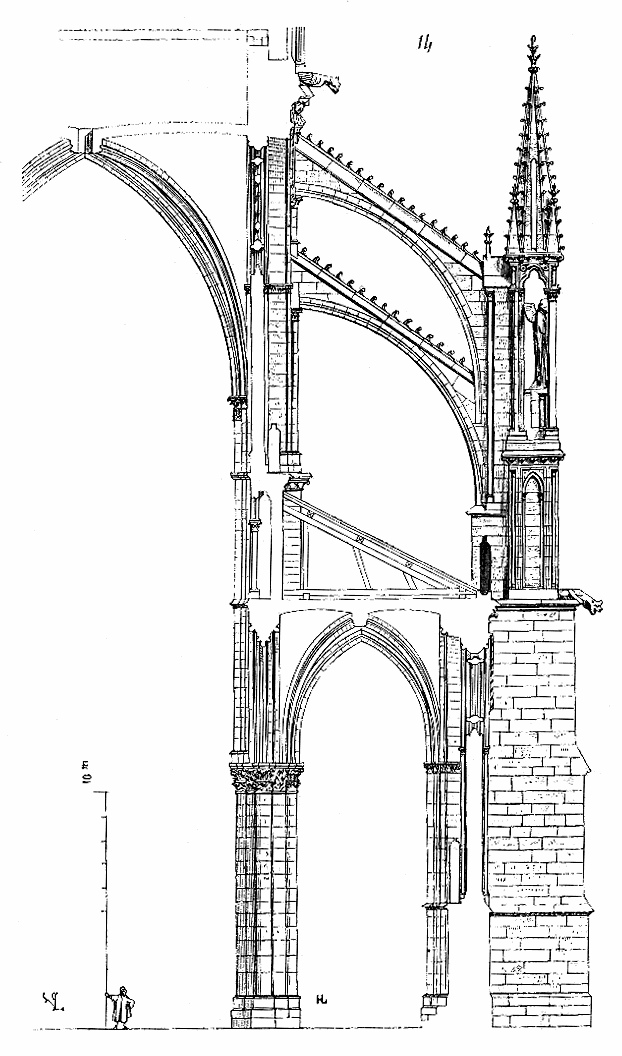
Контрфорс с пинаклем (справа) собора в Реймсе
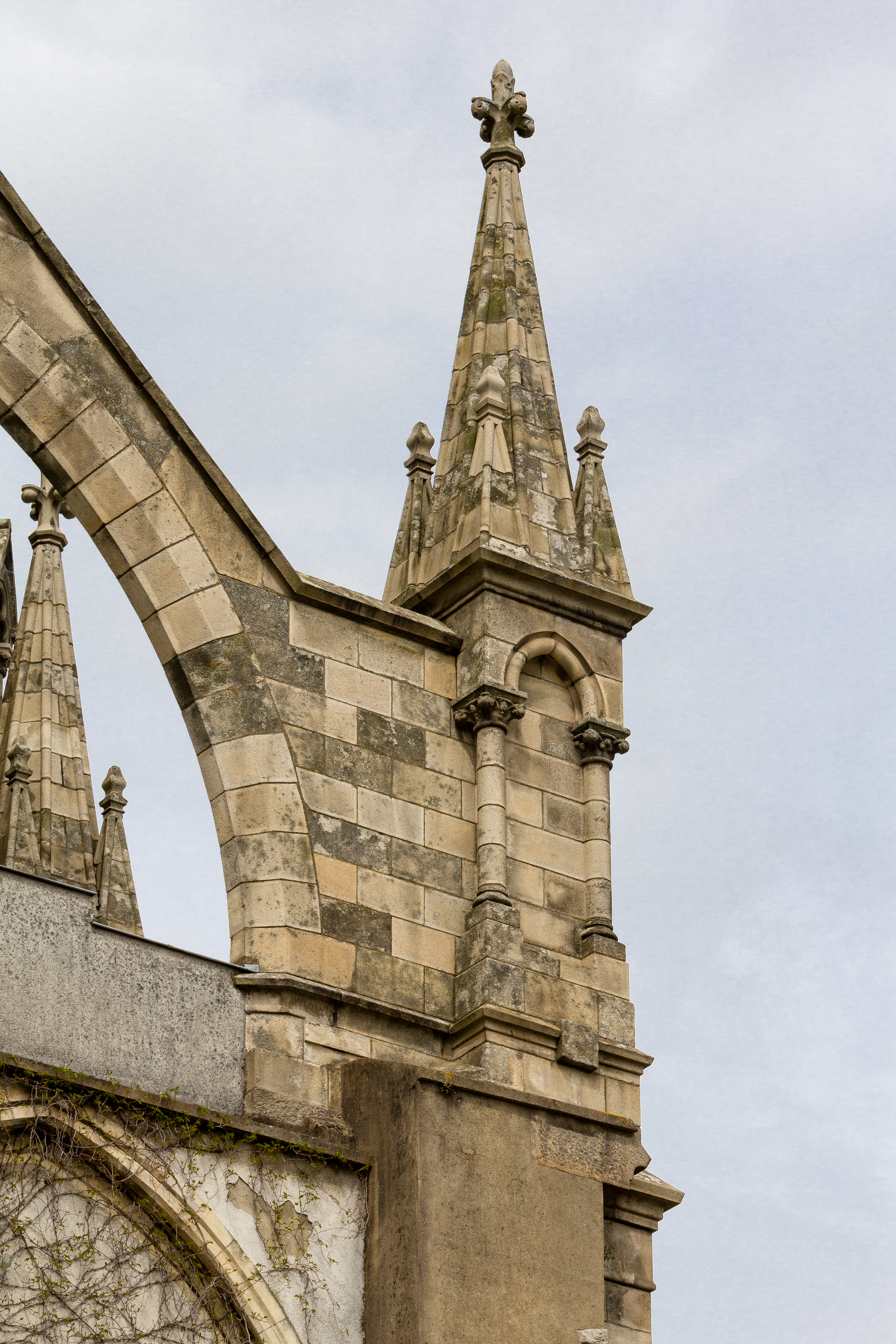
Контрфорс с шатровым пинаклем. Собор Нотр-Дам в Ренне, Франция
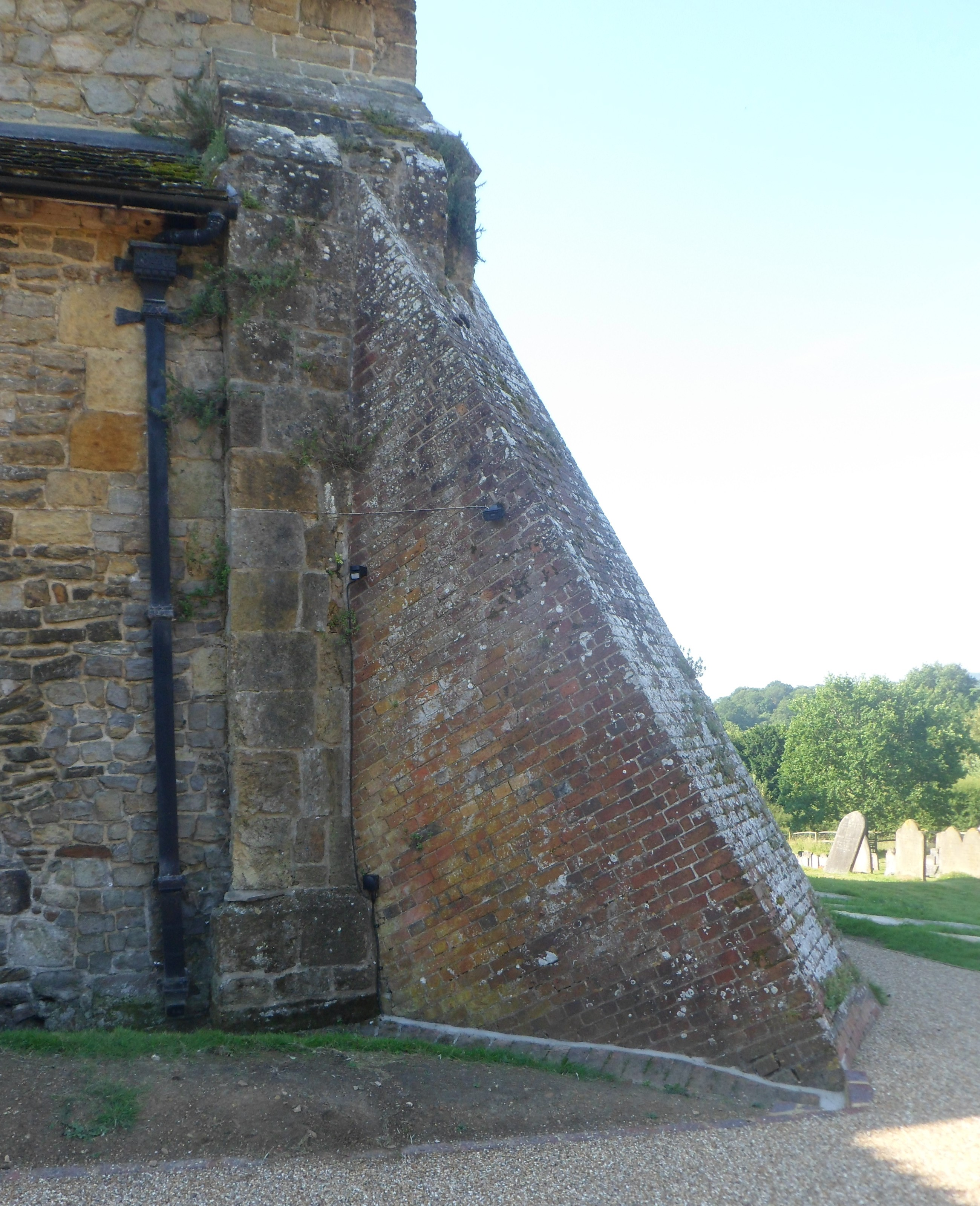
Угловой контрфорс церкви Святого Петра в Висборо-грин, Англия
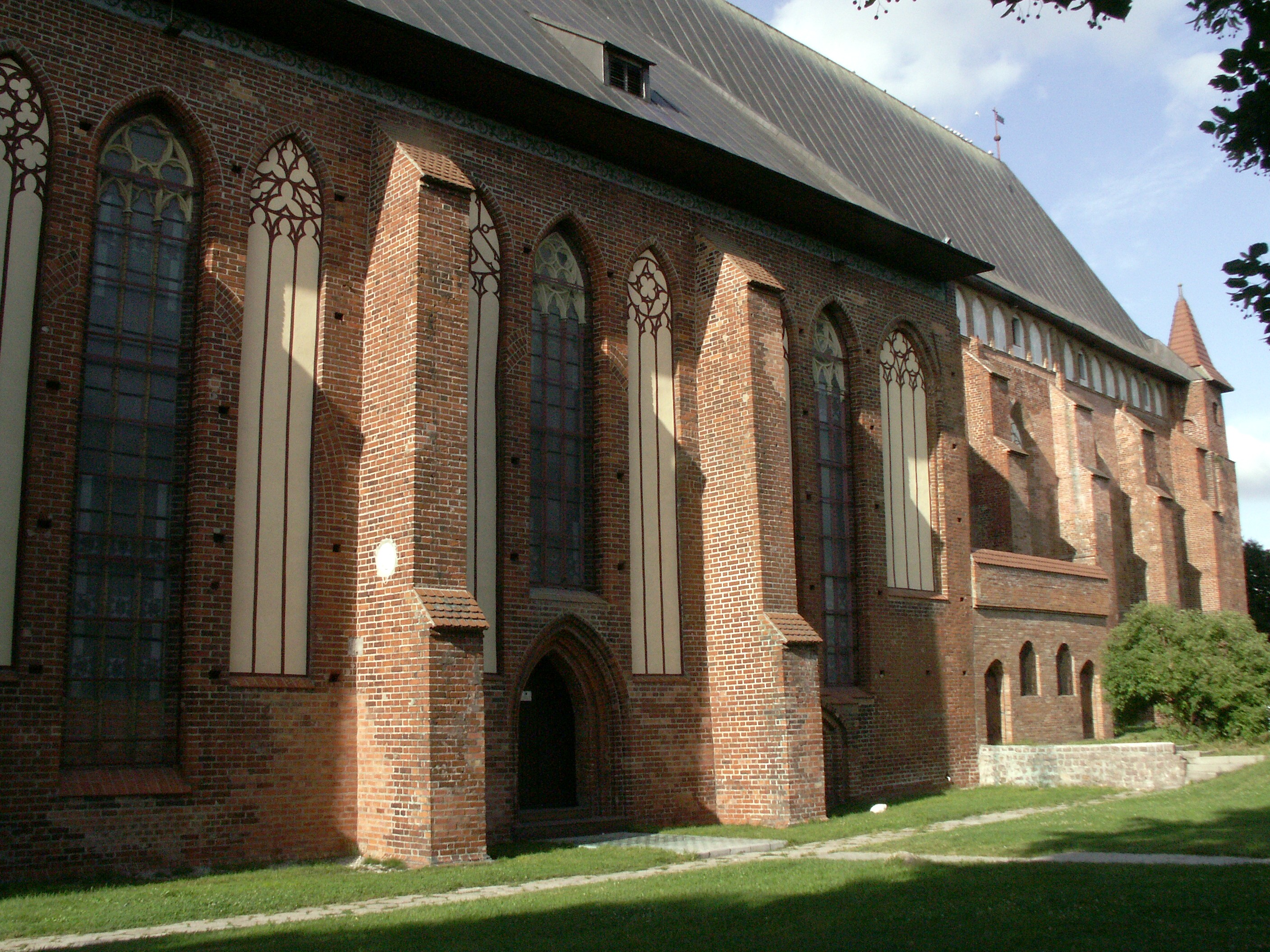
Контрфорсы Кафедрального собора в Кёнигсберге. XIV в.